# Cratere Gainsborough
Gainsborough è un cratere d'impatto presente sulla superficie di Mercurio, a 35,76° di latitudine sud e 184,45° di longitudine ovest. Il suo diametro è pari a 95 km.
Il cratere è stato battezzato dall'Unione Astronomica Internazionale in onore del pittore britannico Thomas Gainsborough.